# Tim Connolly
Pour les articles homonymes, voir Connolly.
Tim Connolly (né le 7 mai 1981 à Syracuse dans l'État de New York aux États-Unis) est un joueur de hockey sur glace professionnel évoluant au poste de centre.

## Carrière
Tim Connolly fait ses débuts en junior avec les Otters d'Érié. Il joue les saisons 1997-1998 et 1998-1999 avec cette formation de la Ligue de hockey de l'Ontario. En 1999, il représente l'équipe des États-Unis au championnat du monde de hockey junior qui se déroule alors à Winnipeg. En 1999, les Islanders de New York en font leur premier choix de repêchage (cinquième au total) lors du repêchage amateur qui se déroule à Boston.
Connolly fait tout de suite le saut dans la Ligue nationale de hockey l'année suivante en se taillant une place avec les Islanders. Après deux saisons respectables, Connolly se taille un poste sur l'équipe américaine au championnat du monde de 2001 où il récolte sept points en neuf parties.
Durant l'été 2001, Connolly est impliqué dans une transaction où les Islanders l'envoie aux Sabres de Buffalo avec Taylor Pyatt contre Michael Peca.
Ses deux premières saisons avec les Sabres sont décevantes et il manque l'intégralité de la saison 2003-2004 en raison d'une blessure. Connolly est prêt à faire un retour au jeu en 2004-2005 mais la saison de la LNH est annulée en raison d'un lock-out. Il décide donc de poursuivre sa carrière dans le championnat de Suisse, la Ligue nationale A, en joignant les rangs de la formation du SC Langnau Tigers.
Avec le retour de la LNH en 2005-2006, Connolly a la chance de goûter à ses premières séries d'après-saison. Il fait bonne figure récoltant 11 points en 8 parties. Il rate cependant 10 parties lors de ces séries, dont les sept parties de la finale d'association, en raison d'une commotion cérébrale. La saison suivante, Connolly rate 80 des 82 parties des Sabres à la suite de la blessure subie lors des séries 2006. Il revient à la fin de la saison et participe aux séries éliminatoires.

## Statistiques

### En club
| Saison     | Équipe                 | Ligue      |     | Saison régulière | Saison régulière | Saison régulière | Saison régulière | Saison régulière |   | Séries éliminatoires | Séries éliminatoires | Séries éliminatoires | Séries éliminatoires | Séries éliminatoires |
| Saison     | Équipe                 | Ligue      | PJ  | B                | A                | Pts              | Pun              | PJ               | B | A                    | Pts                  | Pun                  |                      |                      |
| 1996-1997  | Stars de Syracuse      | MTJHL      | 50  | 42               | 62               | 104              | 34               | -                | - | -                    | -                    | -                    |                      |                      |
| 1997-1998  | Otters d'Érié          | LHO        | 59  | 30               | 32               | 62               | 32               | 7                | 1 | 6                    | 7                    | 6                    |                      |                      |
| 1998-1999  | Otters d'Érié          | LHO        | 46  | 34               | 34               | 68               | 50               | -                | - | -                    | -                    | -                    |                      |                      |
| 1999-2000  | Islanders de New York  | LNH        | 81  | 14               | 20               | 34               | 44               | -                | - | -                    | -                    | -                    |                      |                      |
| 2000-2001  | Islanders de New York  | LNH        | 82  | 10               | 31               | 41               | 42               | -                | - | -                    | -                    | -                    |                      |                      |
| 2001-2002  | Sabres de Buffalo      | LNH        | 82  | 10               | 35               | 45               | 34               | -                | - | -                    | -                    | -                    |                      |                      |
| 2002-2003  | Sabres de Buffalo      | LNH        | 80  | 12               | 13               | 25               | 32               | -                | - | -                    | -                    | -                    |                      |                      |
| 2004-2005  | SC Langnau Tigers      | LNA        | 16  | 7                | 3                | 10               | 14               | -                | - | -                    | -                    | -                    |                      |                      |
| 2005-2006  | Sabres de Buffalo      | LNH        | 63  | 16               | 39               | 55               | 28               | 8                | 5 | 6                    | 11                   | 0                    |                      |                      |
| 2006-2007  | Sabres de Buffalo      | LNH        | 2   | 1                | 0                | 1                | 2                | 16               | 0 | 9                    | 9                    | 4                    |                      |                      |
| 2007-2008  | Sabres de Buffalo      | LNH        | 48  | 7                | 33               | 40               | 8                | -                | - | -                    | -                    | -                    |                      |                      |
| 2008-2009  | Sabres de Buffalo      | LNH        | 48  | 18               | 29               | 47               | 22               | -                | - | -                    | -                    | -                    |                      |                      |
| 2009-2010  | Sabres de Buffalo      | LNH        | 73  | 17               | 48               | 65               | 28               | 6                | 0 | 1                    | 1                    | 2                    |                      |                      |
| 2010-2011  | Sabres de Buffalo      | LNH        | 68  | 13               | 29               | 42               | 20               | 6                | 0 | 2                    | 2                    | 2                    |                      |                      |
| 2011-2012  | Maple Leafs de Toronto | LNH        | 70  | 13               | 23               | 36               | 40               | -                | - | -                    | -                    | -                    |                      |                      |
| 2012-2013  | Marlies de Toronto     | LAH        | 28  | 5                | 7                | 12               | 23               | 6                | 0 | 1                    | 1                    | 8                    |                      |                      |
| Totaux LNH | Totaux LNH             | Totaux LNH | 697 | 131              | 300              | 431              | 300              | 36               | 5 | 18                   | 23                   | 8                    |                      |                      |

### En équipe nationale
| Année | Équipe            | Compétition                 |   | PJ | B | A | Pts | Pun             |  | Résultat |
| 1999  | États-Unis junior | Championnat du monde junior | 6 | 1  | 0 | 1 | 8   | Huitième place  |  |          |
| 2001  | États-Unis        | Championnat du monde        | 9 | 3  | 4 | 7 | 4   | Quatrième place |  |          |